# Epigyphantes epigynatus
Epigyphantes epigynatus là một loài nhện trong họ Linyphiidae. Chúng được Andrei V. Tanasevitch miêu tả năm 1988 và chỉ được tìm thấy ở Nga.